# Almussafes (entrepà)
L'Almussafes és un entrepà, farcit de sobrassada i formatge. Juntament amb la brascada i el xivito, és un dels entrepans valencians amb nom propi.
L'entrepà es va crear a Don Ramón, local de Ramón Martínez Arolas. Es va crear en el moment en què la Ford s'implantava a València, quan els enginyers de la companyia americana s'allotjaven a l'Astoria de València. L'entrepà l'inventà un home anomenat Manolo, que s'encarregava de la planxa de torrar, i li posaren el nom per ser Almussafes la localitat on s'instal·là la companyia automobilística.